# Jesienią o szczęściu
Jesienią o szczęściu – polski film obyczajowy z 1985 roku w reż. Stanisława Jędryki. 

## Fabuła
Filmowiec Jan Grabowski jest mężczyzną w średnim wieku, wdowcem, który przebywa na rekonwalescencji w nadmorskiej miejscowości. Podczas spaceru nad brzegiem morza poznaje przypadkiem Annę, która mieszka obok niego. W tym czasie do Jana przyjeżdża jego kilkuletni syn Bartek, który uważa, że Jan go zaniedbuje. Chłopiec pewnego dnia poznaje Annę i zaprzyjaźnia się z nią. Wszyscy troje świetnie się rozumieją i czują we własnym towarzystwie. Pewnego dnia do Anny przyjeżdża jednak jej mąż, który wcześniej porzucił ją dla innej. Obydwoje wracają do Warszawy. Anna wyjeżdża bez pożegnania. Zrozpaczony i tęskniący za Anną Bartek ucieka od Jana i na własną rękę przyjeżdża pociągiem do Warszawy. Zatrzymany przez SOK podaje numer telefonu do Anny, która zabiera chłopca i powiadamia o tym Jana. W tym czasie zerwała już ostatecznie z cynicznym mężem. W ostatniej scenie filmu spotykają się wszyscy troje.

## Role
- Roman Wilhelmi – Jan
- Sławomira Łozińska – Anna
- Piotr Ptaszyński – Bartek
- Anna Ciepielewska – właścicielka pensjonatu
- Halina Łabonarska – lekarka
- Marek Lewandowski – mąż Anny
- Leon Niemczyk – szef Jana
- Jerzy Zass – SOK-ista

## Plenery
- Ustka